# 美國人
美國人（英語：Americans），指的是美國公民。僑民或美國永久居民也可申請美國國籍。美國是許多民族的家園。因此，美國的文化和法律並不把國籍等同於種族或民族，而是將其視作一種公民身份，也象徵着對國家的效忠。

## 概覽
大部分美國人並非原住民，而是移民和移民的後代。隨著美國領地的不斷擴張，夏威夷、波多黎各、關島、美屬薩摩亞、美屬維京群島以及北馬利安納群島的住民也陸續成為美國人。

美國的主流文化主要源自西歐和北歐，但也受到了非裔美國人的影響。隨著西進運動的進行，路易斯安那的卡郡人和克里奧爾人、西南部的拉丁裔以及墨西哥人的文化也對美國文化產生了影響。19世紀末至20世紀初，來自南歐、東歐、亞洲、非洲和拉丁美洲的移民也影響了美國文化。在美國，各種文化一方面保持著自身的特徵，一方面又相互融合，因此美國常被稱為文化大熔爐或文化沙拉盤。

## 種族和民族
| 2020 U.S. CensusTable 1 | 2020 U.S. CensusTable 1 | 2020 U.S. CensusTable 1 | 2020 U.S. CensusTable 1 | 2020 U.S. CensusTable 1 |
| ----------------------- | ----------------------- | ----------------------- | ----------------------- | ----------------------- |
| 自我認定種族            | 自我認定種族            |                         | 佔人口百分比            | 佔人口百分比            |
| 白人                    | 白人                    |                         | 61.6%                   | 61.6%                   |
| 黑人                    | 黑人                    |                         | 12.4%                   | 12.4%                   |
| 亞裔                    | 亞裔                    |                         | 6.0%                    | 6.0%                    |
| 美洲原住民              | 美洲原住民              |                         | 1.1%                    | 1.1%                    |
| 太平洋島原住民          | 太平洋島原住民          |                         | 0.2%                    | 0.2%                    |
| 混血美國人              | 混血美國人              |                         | 10.2%                   | 10.2%                   |
| 其他種族                | 其他種族                |                         | 8.4%                    | 8.4%                    |
| 總計                    | 總計                    |                         | 100.0%                  | 100.0%                  |
| 拉丁裔：18.7%           |                         |                         |                         |                         |

美國是一個多元文化主義國家。美國普查局因統計需要將美國人劃分為六個種族：白人、美國印第安人和阿拉斯加原住民、亞洲人、黑人或非洲裔美國人、夏威夷原住民和其他太平洋島原住民，以及兩個或兩個以上種族的人。此外也可以選擇「其他種族」。普查局還將美國人分為拉丁裔和非拉丁裔，而拉丁裔是美國最大的少數族裔。

### 美國白人

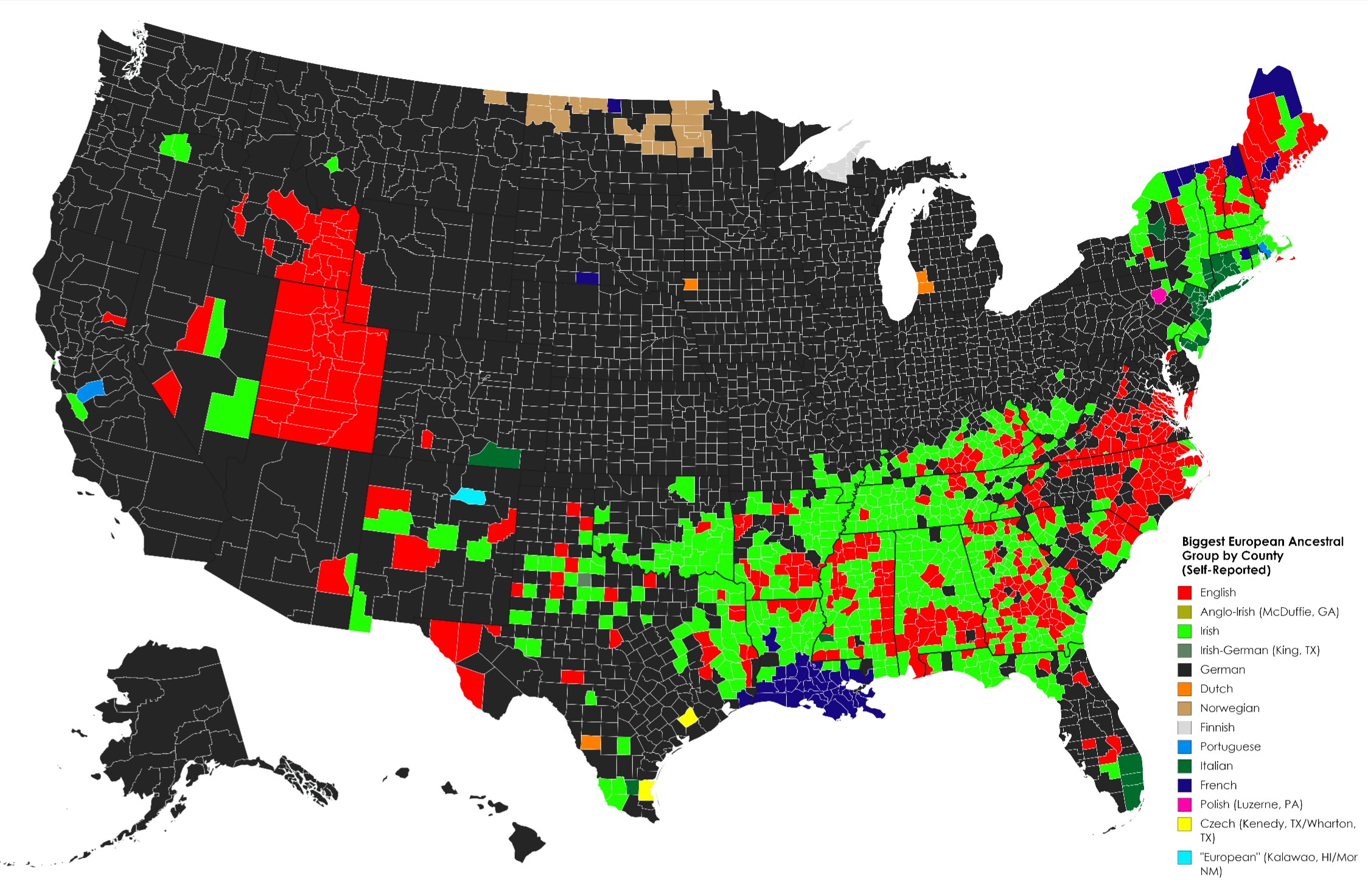
歐裔在美國的分佈（以縣為單位）

根據2010年美國人口普查，3.08億美國人中有72.4%是白人。其祖先是歐洲、中東和北非的原住民。另有2.4%是白人與其他種族的混血兒，其中黑白混血兒最多。拉丁裔白人佔美國人口的9.4%，在加利福尼亞、德克薩斯、新墨西哥、內華達和夏威夷佔多數。非拉丁裔白人比例最高的州是緬因州。此外，非白人在哥倫比亞特區和五個有常住人口的海外領土佔多數。
最早在美國大陸建立殖民據點的歐洲人是西班牙人，這段歷史可以追溯到1565年。馬丁·德·阿圭列斯是第一個生於美洲大陸的歐洲裔，他生於1566年新西班牙總督轄區的聖奧古斯丁。此外，西班牙人還於1521年在波多黎各建立了聖胡安市。弗吉尼亚·戴尔是第一個生於北美十三州的英格蘭裔，她生於1587年的羅阿諾克殖民地。
根據2017年美國社區調查，德裔、愛爾蘭裔、英格蘭裔和意大利裔是美國的四大歐裔群體，佔總人口的35.1%。然而，英格蘭裔和英國裔的人口被認為遭到嚴重低估。因為他們在美國居住的時間很長，一般只會說自己是美國人，而不會強調自己的祖先來自哪裏。這一現像在長期以英國裔為主的上南方尤其明顯。
在美國所有種族中，歐裔美國人的貧困率最低，受教育程度、家庭所得中位數和個人所得中位數位居第二。
| 美國白人人口統計                             | 美國白人人口統計                         | 美國白人人口統計 | 美國白人人口統計    | 美國白人人口統計 | 美國白人人口統計 |
| 排名                                         | 族群                                     | 佔美國人口百分比 | 估計人口            | 數據來源         |                  |
| -------------------------------------------- | ---------------------------------------- | ---------------- | ------------------- | ---------------- | ---------------- |
| 1                                            | 德裔                                     | 13.2%            | 43,093,766          | [ 65 ]           |                  |
| 2                                            | 愛爾蘭裔                                 | 9.7%             | 31,479,232          | [ 65 ]           |                  |
| 3                                            | 英格蘭裔                                 | 7.1%             | 23,074,947          | [ 65 ]           |                  |
| 4                                            | 美國人                                   | 6.1%             | 20,024,830          | [ 65 ]           |                  |
| 5                                            | 墨西哥裔                                 | 5.4%             | 16,794,111          | [ 75 ]           |                  |
| 6                                            | 意大利裔                                 | 5.1%             | 16,650,674          | [ 65 ]           |                  |
| 7                                            | 波蘭裔                                   | 2.8%             | 9,012,085           | [ 65 ]           |                  |
| 8                                            | 法裔 （不包含巴斯克裔） 法裔加拿大美國人 | 2.4% 0.6%        | 7,673,619 2,110,014 | [ 65 ]           |                  |
| 9                                            | 蘇格蘭裔                                 | 1.7%             | 5,399,371           | [ 65 ]           |                  |
| 10                                           | 挪威裔                                   | 1.3%             | 4,295,981           | [ 65 ]           |                  |
| 11                                           | 荷蘭裔                                   | 1.2%             | 3,906,193           | [ 65 ]           |                  |
| 總計                                         | 美國白人                                 | 59.34%           | 231,040,398         | [ 59 ]           |                  |
| 來源：2010年美國人口普查和2017年美國社區調查 |                                          |                  |                     |                  |                  |

#### 中東和北非裔
根據美國猶太人檔案館和阿拉伯裔美國人國家博物館的資料，第一批中東人和北非人（即猶太人和柏柏爾人）在15世紀末至16世紀中期抵達美洲。許多人是為了躲避西班牙宗教裁判所的迫害，還有一些人成為了美洲殖民者的奴隸。阿拉伯裔美國人研究所指出，22個阿盟成員國中，每個國家都有人移民美國。
自1909年以來，美國人口普查局一直將中東和北非人歸為白人。隨著時代的變遷，許多專家認為這個分類已經過時。2014年，在與中東和北非組織協商後，普查局宣布將為來自中東、北非和阿拉伯世界的人建立一個新的族群類別，稱為MENA。2018年1月，普查局宣布，2020年美國人口普查將不會單獨統計中東和北非人。
| 族群       | 2000年    | 2000年（佔美國人口比例） | 2010年    | 2010年（佔美國人口比例） |
| ---------- | --------- | ------------------------ | --------- | ------------------------ |
| 阿拉伯裔   | 1,160,729 | 0.4125%                  | 1,697,570 | 0.5498%                  |
| 亞美尼亞裔 | 385,488   | 0.1370%                  | 474,559   | 0.1537%                  |
| 伊朗裔     | 338,266   | 0.1202%                  | 463,552   | 0.1501%                  |
| 猶太人     | 6,155,000 | 2.1810%                  | 6,543,820 | 2.1157%                  |
| 其他       | 529,289   | 0.185718%                | 801,831   | 0.257771%                |
| 總計       | 8,568,772 | 3.036418%                | 9,981,332 | 3.227071%                |

來源：2000-2010年美國人口普查曼德爾·博曼研究所和博曼猶太人數據庫

### 拉丁裔美國人
根據2010年普查，拉丁裔美國人佔美國人口的16.3%，是美國最大的少數族裔。
| 美國拉丁裔人口統計 | 美國拉丁裔人口統計 | 美國拉丁裔人口統計 | 美國拉丁裔人口統計 | 美國拉丁裔人口統計 | 美國拉丁裔人口統計 |
| 排名               | 族群               | 佔人口百分比       | 人口               | 來源               |                    |
| ------------------ | ------------------ | ------------------ | ------------------ | ------------------ | ------------------ |
| 1                  | 墨西哥裔           | 10.29%             | 31,798,258         | [ 93 ]             |                    |
| 2                  | 波多黎各裔         | 1.49%              | 4,623,716          | [ 93 ]             |                    |
| 3                  | 古巴裔             | 0.57%              | 1,785,547          | [ 93 ]             |                    |
| 4                  | 薩爾瓦多裔         | 0.53%              | 1,648,968          | [ 93 ]             |                    |
| 5                  | 多明尼加裔         | 0.45%              | 1,414,703          | [ 93 ]             |                    |
| 6                  | 危地馬拉裔         | 0.33%              | 1,044,209          | [ 93 ]             |                    |
| 7                  | 哥倫比亞裔         | 0.3%               | 908,734            | [ 93 ]             |                    |
| 8                  | 西班牙裔           | 0.2%               | 635,253            | [ 93 ]             |                    |
| 9                  | 洪都拉斯裔         | 0.2%               | 633,401            | [ 93 ]             |                    |
| 10                 | 厄瓜多爾裔         | 0.1%               | 564,631            | [ 93 ]             |                    |
| 11                 | 秘魯裔             | 0.1%               | 531,358            | [ 93 ]             |                    |
|                    | 其他               | 2.62%              | 7,630,835          |                    |                    |
|                    | 總計               | 16.34%             | 50,477,594         |                    |                    |
| 2010年美國人口普查 |                    |                    |                    |                    |                    |

### 非裔美國人
非裔美國人通常來自撒哈拉以南非洲和加勒比地区。不過並非所有來自撒哈拉以南非洲的人都是黑人，許多佛得角裔、马达加斯加裔、阿非利卡人，以及來自东非和萨赫勒地區的居民並非黑人。
根據2009年美國社區調查，全美共有38,093,725名非裔美國人，佔總人口的12.4%。其中37,144,530名為非拉丁裔黑人，佔總人口的12.1%。根據2010年美國人口普查，非裔美國人（包括混血黑人）共有4200萬，佔總人口的14%。非裔美國人主要生活在美國南部（55%） 。與2000年相比，美國東北部與中西部的黑人數量有所下降。
大部分非裔美國人的祖先都是來自西非的俘虜，他們被當做奴隸帶到美國。1619年，維吉尼亞州的詹姆斯敦首次僱傭黑奴。英國人將這些奴隸視為契约劳工，工作滿一定年數便可獲得自由。隨著時間的推移，這種做法逐漸被加勒比地区基於種族的奴隸制取代。所有美國殖民地都有奴隶制，北方黑人通常是僕人，南方黑人通常是種植園勞工。獨立戰爭時期，一些黑人在大陆军或大陸海軍中服役。也有些黑人是保王黨，在英軍服役。1804年，美國梅森-迪克森線以北的州廢除了奴隸制，而南方各州仍保留奴隸制。雙方矛盾的激化最終導致了南北战争。最終，北方軍獲得勝利，宪法第十三条修正案獲得通過，奴隸制正式廢除。美國重建時期結束後，非裔美國人首次在國會取得席位。但他們仍然沒有选举权，並依照吉姆·克勞法與白人強制隔離。這種情況一直持續至1960年代的非裔美國人民權運動時期，在非裔美國人的持續抗爭下，選舉法案和1964年民權法案得到通過，種族間的權利不平等得到解決。
根據2000年的普查數據，相較於非裔美國人這一身份，絕大多數非洲移民更認同自身的原生民族，僅有5%的非洲移民認為自己是非裔美國人。其中西非移民對非裔美國人的認同度最高（4%-9%），維德角、東非和非洲南部的移民認同度最低（0%-4%）。
| 非裔美國人人口統計                          | 非裔美國人人口統計                 | 非裔美國人人口統計 | 非裔美國人人口統計 | 非裔美國人人口統計 |
| 排名                                        | 族群                               | 百分比 佔總人口    | 估計人口           |                    |
| ------------------------------------------- | ---------------------------------- | ------------------ | ------------------ | ------------------ |
| 1                                           | 牙買加裔美國人                     | 0.31%              | 986,897            |                    |
| 2                                           | 海地裔美國人                       | 0.28%              | 873,003            |                    |
| 3                                           | 尼日利亞裔美國人                   | 0.08%              | 259,934            |                    |
| 4                                           | 千里達及托巴哥裔美國人             | 0.06%              | 193,233            |                    |
| 5                                           | 迦納裔美國人                       | 0.03%              | 94,405             |                    |
| 6                                           | 巴貝多裔美國人                     | 0.01%              | 59,236             |                    |
|                                             | 撒哈拉以南非洲（總計）             | 0.92%              | 2,864,067          |                    |
|                                             | 加勒比美國人（總計）（不含拉丁裔） | 0.85%              | 2,633,149          |                    |
|                                             | 非裔美国人（總計）                 | 13.6%              | 42,020,743         |                    |
| 2010年美國人口普查及2009–2011年美國社區調查 |                                    |                    |                    |                    |

### 亞裔美國人
儘管早在美國獨立戰爭之前就有亞裔生活在北美殖民地，但大部分亞裔是從19世紀中後期開始才移民至美國的。2010年，美國有1730萬亞裔，佔總人口的5.6%。亞裔最多的州是加利福尼亞州，共有560萬。佔比最高的州是夏威夷州，佔比57%。城市人口在亞裔當中佔比很高，大洛杉矶地区、紐約都會區和舊金山灣區有大量亞裔。
亞裔不是單一的族群，而是由許多國家的移民及其後裔組成的。包括中國大陸、台灣、日本、韓國、印度、巴基斯坦、菲律賓、越南、柬埔寨、寮國等。亞裔的收入和教育水平高於其他種族，而這一差距還在持續擴大。
亞裔被稱為「模範少數族裔」，也被稱為「永遠的外國人」。
| 亞裔人口統計       | 亞裔人口統計 | 亞裔人口統計 | 亞裔人口統計 | 亞裔人口統計 |
| 排名               | 族群         | 佔人口百分比 | 人口         |              |
| ------------------ | ------------ | ------------ | ------------ | ------------ |
| 1                  | 华裔         | 1.2%         | 3,797,379    |              |
| 2                  | 菲律賓裔     | 1.1%         | 3,417,285    |              |
| 3                  | 印度裔       | 1.0%         | 3,183,063    |              |
| 4                  | 越南裔       | 0.5%         | 1,737,665    |              |
| 5                  | 韓裔         | 0.5%         | 1,707,027    |              |
| 6                  | 日裔         | 0.4%         | 1,304,599    |              |
|                    | 其他         | 0.9%         | 2,799,448    |              |
|                    | 總計         | 5.6%         | 17,320,856   |              |
| 2010年美國人口普查 |              |              |              |              |

### 美洲原住民
根據2010年人口普查，美國有520萬人（佔總人口1.7%）有原住民血統，其中230萬是混血。40.7%的原住民居住在美國西部。其他種族也不同程度地含有原住民的基因，美國黑人平均含有0.8%的原住民基因，白人有0.18%，而拉丁裔則有18.0%。
美洲原住民於45,000至10,000年前來到美洲大陸。前哥倫布時期的原住民發展出了數百種不同文化。隨著哥倫布的到來，歐洲開始殖民美洲。從16世紀到19世紀，原住民不斷減少。其中的原因包括歐洲人與原住民之間的戰爭和通婚，對原住民的奴役、強制遷移和种族灭绝，還有歐洲人帶來的流行病。
| 美國的美洲原住民人口統計 | 美國的美洲原住民人口統計 | 美國的美洲原住民人口統計 | 美國的美洲原住民人口統計 | 美國的美洲原住民人口統計 |
| 排名                     | 部落                     | 佔總人口百分比           | 人口                     |                          |
| ------------------------ | ------------------------ | ------------------------ | ------------------------ | ------------------------ |
| 1                        | 切羅基人                 | 0.26%                    | 819,105                  |                          |
| 2                        | 納瓦霍人                 | 0.1%                     | 332,129                  |                          |
| 3                        | 喬克托族                 | 0.06%                    | 195,764                  |                          |
| 4                        | 墨西哥原住民             | 0.05%                    | 175,494                  |                          |
| 5                        | 欧及布威族               | 0.05%                    | 170,742                  |                          |
| 6                        | 苏族                     | 0.05%                    | 170,110                  |                          |
|                          | 其他                     | 1.08%                    | 3,357,235                |                          |
|                          | 總計                     | 1.69%                    | 5,220,579                |                          |
| 2010年美國人口普查       |                          |                          |                          |                          |

### 太平洋島原住民
根據2010年人口普查，美國有120萬太平洋島原住民，佔總人口的0.4%，其中56%是混血，14%的人至少有一個學士學位，15.1%的人生活在貧困線以下。71%的人生活在美國西部，其中有52%生活在夏威夷州或加利福尼亞州，其他州的人口都不超過10萬。檀香山郡和洛杉磯郡是太平洋島民的主要聚居地。
| 美國太平洋島原住民人口統計 | 美國太平洋島原住民人口統計 | 美國太平洋島原住民人口統計 | 美國太平洋島原住民人口統計 | 美國太平洋島原住民人口統計 |
| 排名                       | 族群                       | 佔人口百分比               | 人口                       |                            |
| -------------------------- | -------------------------- | -------------------------- | -------------------------- | -------------------------- |
| 1                          | 夏威夷族                   | 0.17%                      | 527,077                    |                            |
| 2                          | 薩摩亞裔                   | 0.05%                      | 184,440                    |                            |
| 3                          | 查莫羅人                   | 0.04%                      | 147,798                    |                            |
| 4                          | 東加裔美國人               | 0.01%                      | 57,183                     |                            |
|                            | 其他                       | 0.09%                      | 308,697                    |                            |
|                            | 總計                       | 0.39%                      | 1,225,195                  |                            |
| 2010年美國人口普查         |                            |                            |                            |                            |

### 多種族美國人
隨著時代變遷，美國的多種族運動也逐漸壯大。2008年，多種族美國人有700萬，佔總人口的2.3%；而根據2010年的普查，這一數字增長到了9,009,073，佔總人口的2.9%。其中黑白混血兒最常見，有1,834,212名，第44任美國總統巴拉克·歐巴馬就是其中一例。他的母親是白人（有英格蘭和愛爾蘭血統），而父親則是生於肯亞的盧歐族（但自我認同為非裔美國人）。
| 多種族美國人數量   | 多種族美國人數量 | 多種族美國人數量 | 多種族美國人數量 | 多種族美國人數量 |
| 排名               | 種族             | 佔總人口百分比   | 人口             |                  |
| ------------------ | ---------------- | ---------------- | ---------------- | ---------------- |
| 1                  | 白人與黑人       | 0.59             | 1,834,212        |                  |
| 2                  | 其他             | 0.58             | 1,794,402        |                  |
| 3                  | 白人與其他種族   | 0.56             | 1,740,924        |                  |
| 4                  | 白人與亞裔       | 0.52             | 1,623,234        |                  |
| 5                  | 白人與原住民     | 0.46             | 1,432,309        |                  |
| 6                  | 黑人與其他種族   | 0.1              | 314,571          |                  |
| 7                  | 黑人與原住民     | 0.08             | 269,421          |                  |
|                    | 總計             | 2.9              | 9,009,073        |                  |
| 2010年美國人口普查 |                  |                  |                  |                  |

### 其他種族
根據2010年美國人口普查，其他種族是美國的第三大族群，有6.2%（19,107,368名）的美國人屬於此類別。36.7%（18,503,103名）的拉丁裔是其他種族，其中有不少是麥士蒂索人，此比例在墨西哥和中美洲社區中尤其高。但美國人口普查不統計麥士蒂索人。

## 國家化身
山姆大叔是美國的國家化身，有時也特指美國政府。該詞第一次使用是在1812年戰爭期間。他的形象通常是一位嚴厲的白人老人，頭髮花白，留著山羊鬍，其衣著通常含有美國國旗的元素。
哥倫比亞是美國的女性化身。該詞起初用來指代美洲，後因非裔美國詩人菲利斯·惠特利在美國獨立戰爭期間的使用而廣為人知。其後，包括西半球在內的許多地區都將哥倫比亞用作人物、地點、物體、機構和公司的名字。美國政府所在地哥倫比亞特區就是其中一個例子。

## 語言
| 語言                                    | 人口百分比 | 使用者數量  |
| --------------------------------------- | ---------- | ----------- |
| 英語                                    | 80.38%     | 233,780,338 |
| 西班牙語 （不包括克里奧爾語和波多黎各） | 12.19%     | 35,437,985  |
| 漢語 （包括現代標準漢語和粵語）         | 0.88%      | 2,567,779   |
| 他加祿語                                | 0.53%      | 1,542,118   |
| 越南語                                  | 0.44%      | 1,292,448   |
| 法語                                    | 0.44%      | 1,288,833   |
| 韓語                                    | 0.38%      | 1,108,408   |
| 德語                                    | 0.38%      | 1,107,869   |
| 印度斯坦語 （包括印地語和烏爾都語）     | 0.32%      | 942,794     |
| 其他語言                                | 4.04%      | 11,760,383  |

美國英語是美國事實上的國家語言。雖然聯邦政府沒有規定官方語言，但英語至少在28個州取得了官方語言的地位。也因此，一些美國人主張將英語作為美國的官方語言。美國對入籍申請者的英語能力亦有要求。2007年，約有2.26億美國人（佔5歲及以上人口的80%）在家只說英語。西班牙語是美國的第二大語言，約有12%的人在家說西班牙語。西班牙語也是波多黎各的官方語言。此外，新墨西哥州政府也使用西班牙語，而路易斯安那州政府亦使用法語，但兩州均未規定官方語言。加利福尼亞等州則要求某些政府文件（如法庭表格）必須有西班牙文版。另外，根據夏威夷州法律，英語和夏威夷語都是其官方語言。一些美國非合併屬地對原住民語言也給予了官方認可。美屬薩摩亞和關島分別承認薩摩亞語和查莫羅語，而北馬利安納群島則承認加羅林語和查莫羅語。

## 宗教
| 宗教                 | 教徒佔美國人口比例（%） | 教徒佔美國人口比例（%） |
| -------------------- | ----------------------- | ----------------------- |
| 基督教               | 70.6                    | 70.6                    |
| 新教                 | 46.5                    | 46.5                    |
| 福音主義             | 25.4                    | 25.4                    |
| 主流新教             | 14.7                    | 14.7                    |
| 黑人教會             | 6.5                     | 6.5                     |
| 天主教               | 20.8                    | 20.8                    |
| 耶穌基督後期聖徒教會 | 1.6                     | 1.6                     |
| 耶和華見證人         | 0.8                     | 0.8                     |
| 東正教               | 0.5                     | 0.5                     |
| 其他基督教           | 0.4                     | 0.4                     |
| 非基督教信仰         | 5.9                     | 5.9                     |
| 猶太教               | 1.9                     | 1.9                     |
| 伊斯蘭教             | 0.9                     | 0.9                     |
| 佛教                 | 0.7                     | 0.7                     |
| 印度教               | 0.7                     | 0.7                     |
| 其他非基督教         | 1.8                     | 1.8                     |
| 無宗教               | 22.8                    | 22.8                    |
| 無特定宗教           | 15.8                    | 15.8                    |
| 不可知論             | 4.0                     | 4                       |
| 無神論               | 3.1                     | 3.1                     |
| 不知道或拒絕回答     | 0.6                     | 0.6                     |
| 總計                 | 100                     | 100                     |

美國是世界上宗教最多元化的國家之一，不論是本土信仰還是外來信仰都能在美國蓬勃發展。大多數美國人表示，宗教在他們的生活中扮演著「非常重要」的角色，這在已開發國家中並不常見，但在美洲國家中卻十分普遍。美國是第一個禁止設立國教的國家，其憲法第一修正案禁止聯邦政府制定任何法律來確立國教或禁止信教自由。該法條是少數宗教團體和各州人民爭取的結果，也受到了新教和理性主義的影響。美國最高法院解釋道，該法條的設立是為了防止政府以公權力干涉宗教。此外，美國憲法第六條第三款規定：合眾國政府之任何職位或公職，不得以任何宗教標準作為任職的必要條件。該法條以維吉尼亞宗教自由法令為範本。
美國擁有世界上最多的基督徒。76%的美國人信仰基督教，其中大多信仰新教和天主教，他們分別佔美國人口的48%和23%。其他宗教包括佛教、印度教、伊斯蘭教和猶太教，這些教徒佔成年人口的4%至5%。另有15%的成年人自認沒有宗教信仰。根據美國宗教認同調查，全美各地的宗教信仰差異很大：美國西部（無教堂帶）有59%的人信神，而南部（聖經帶）則有86%。
此外，北美十三州中也有部分是由基督徒建立的，他們為了能夠自由地信仰自己的宗教而來到北美。其中，麻薩諸塞灣殖民地由英國清教徒建立，賓夕法尼亞省由英國和愛爾蘭的貴格會教徒建立，馬里蘭省由英國和愛爾蘭的天主教徒建立，維吉尼亞殖民地由英國聖公宗教徒建立。

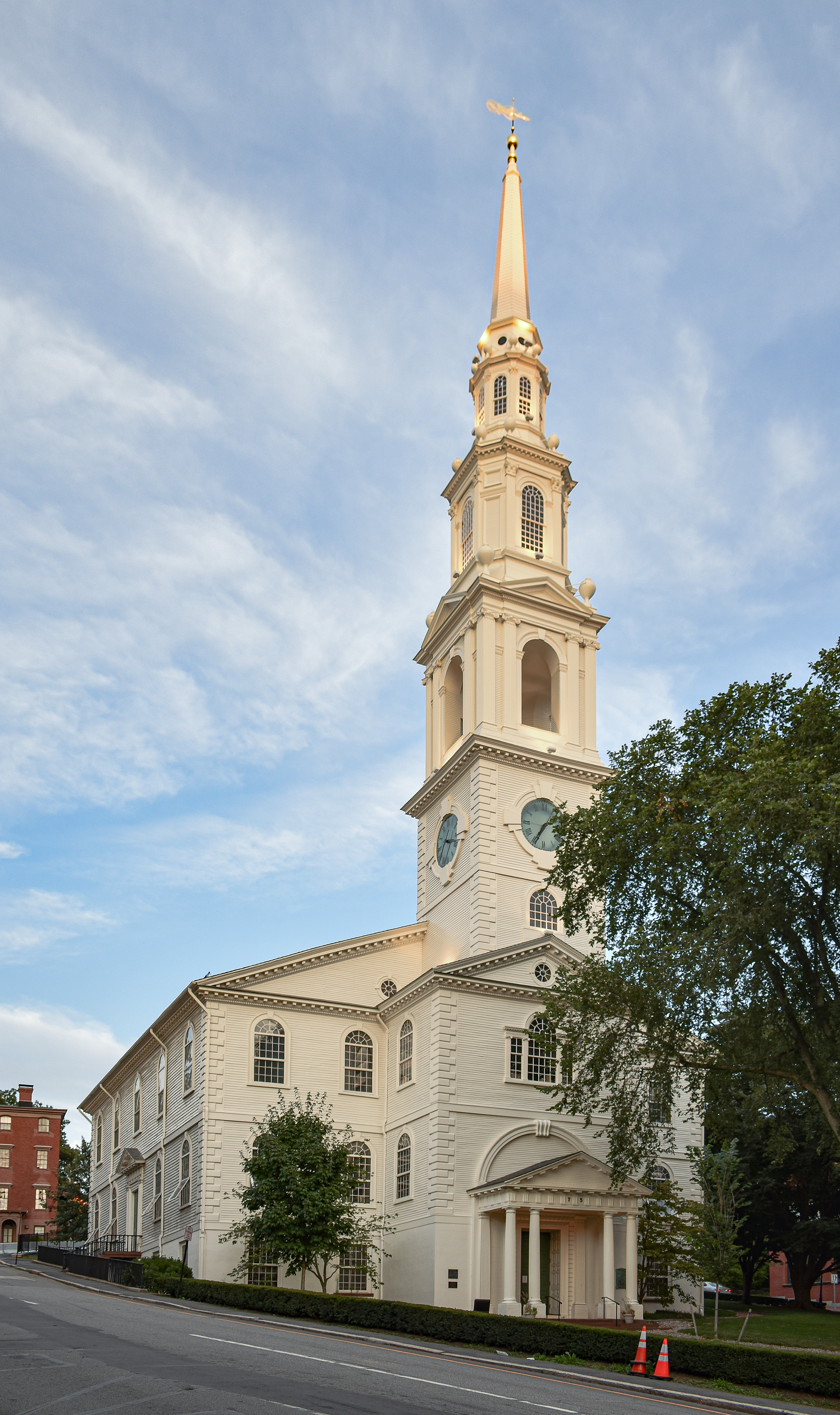
羅德島州的美國第一浸會教堂
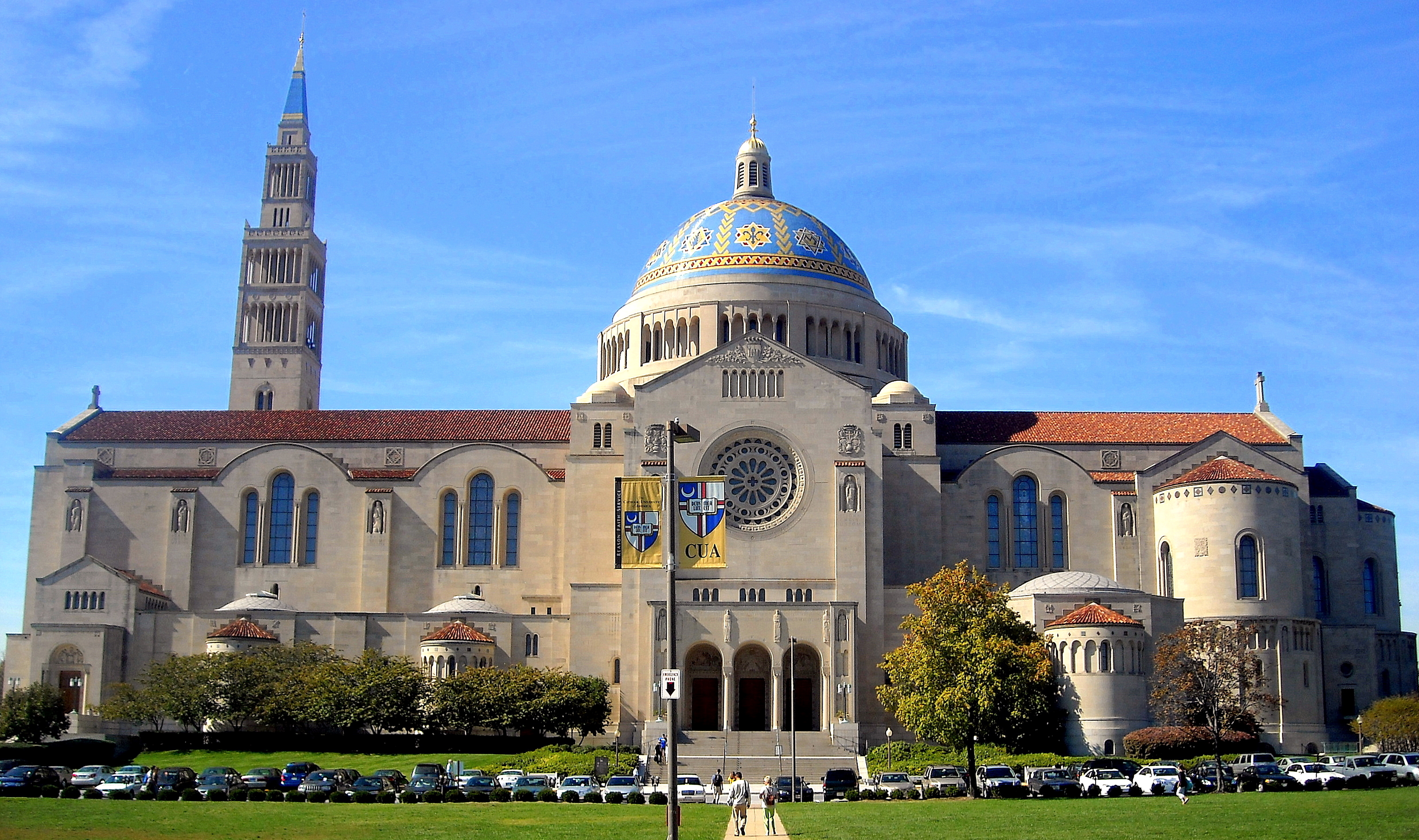
哥倫比亞特區的聖母無玷始胎國家朝聖地聖殿是美國最大的天主教堂
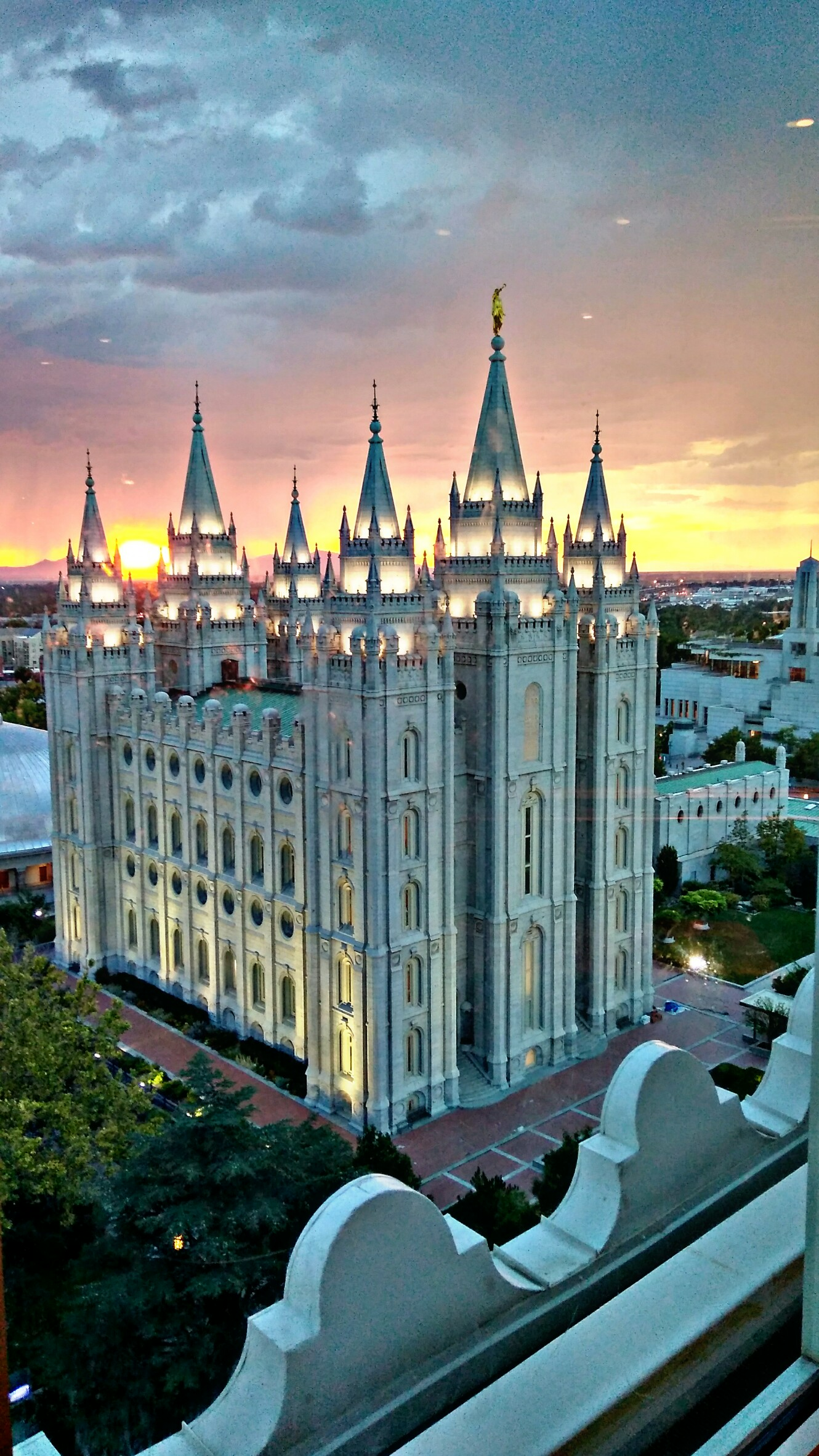
鹽湖城的鹽湖城聖殿是世界上最大的後期聖徒聖殿
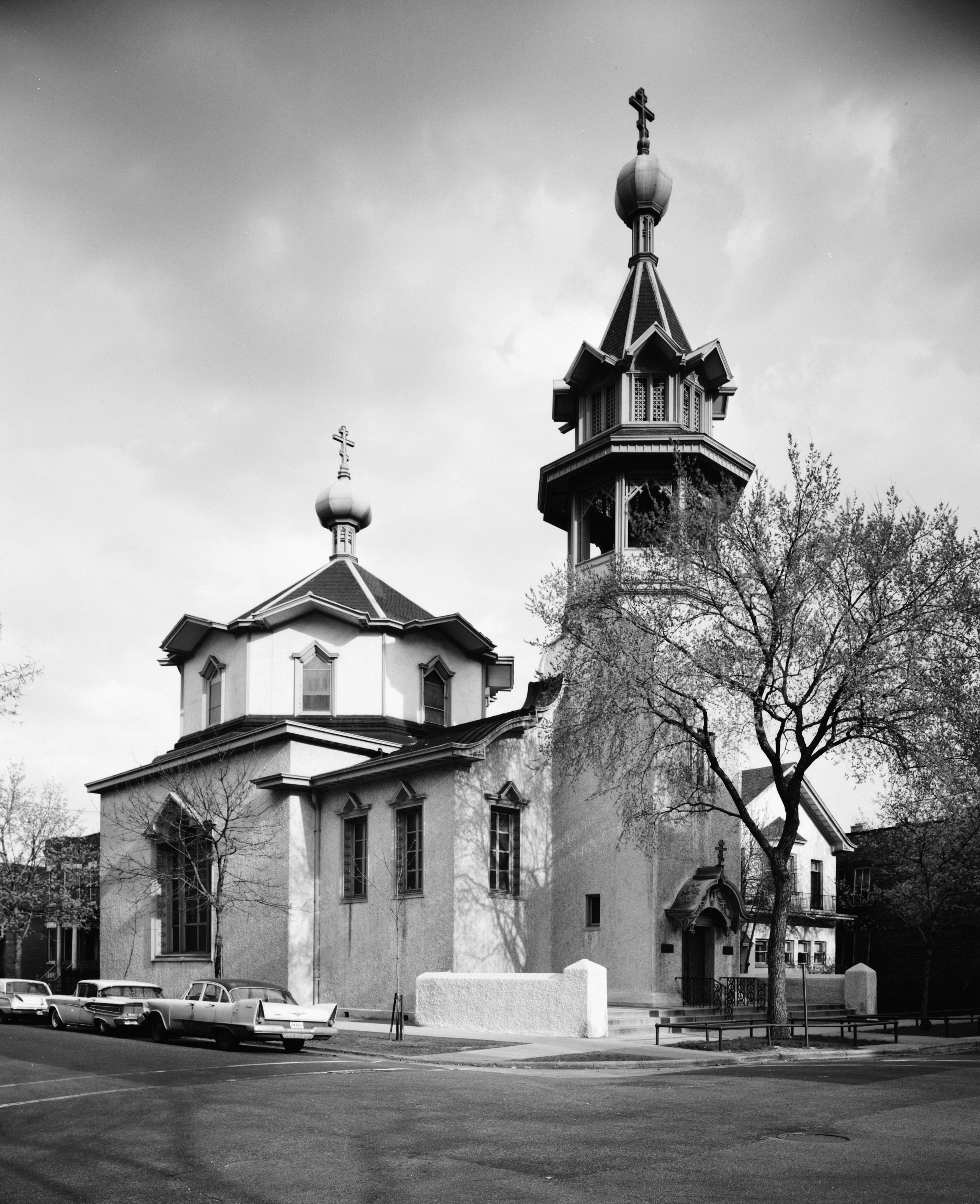
芝加哥烏克蘭村的俄羅斯正教會聖三一主教座堂
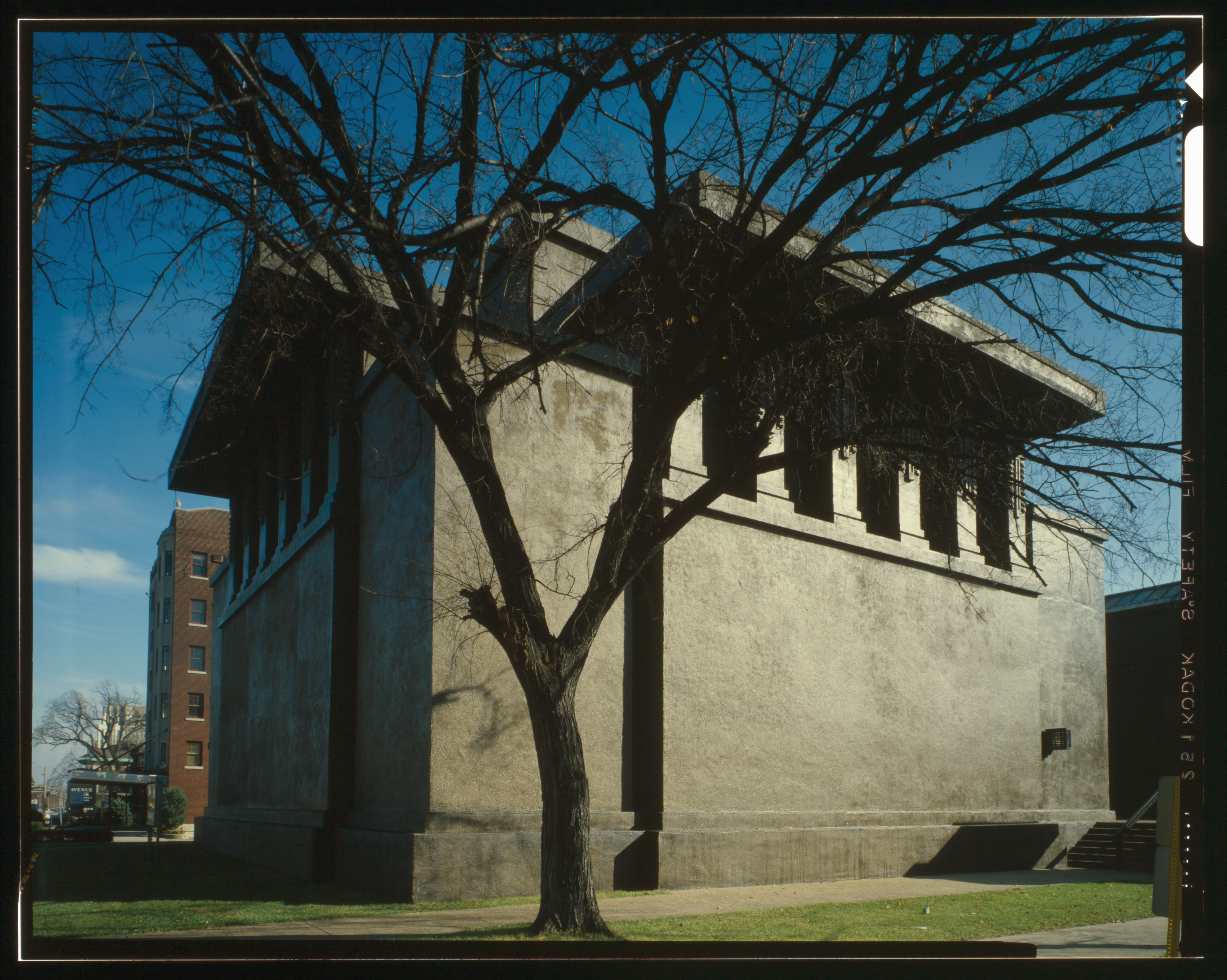
伊利諾州奧克帕克的聯合聖殿（英语：Unity Temple）是一座普救一位神教教堂
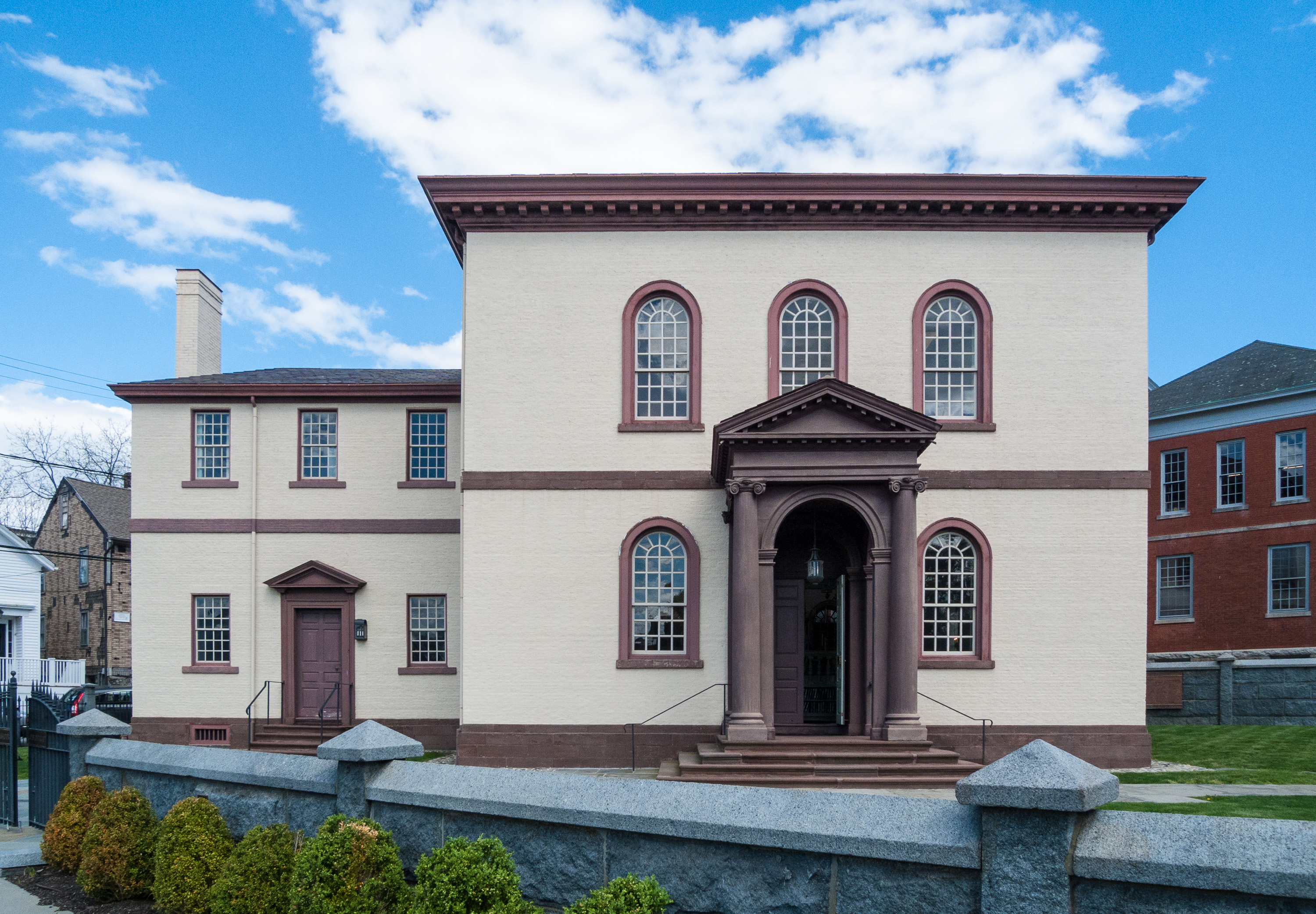
羅德島州新港的圖羅猶太會堂是美國現存最古老的猶太會堂
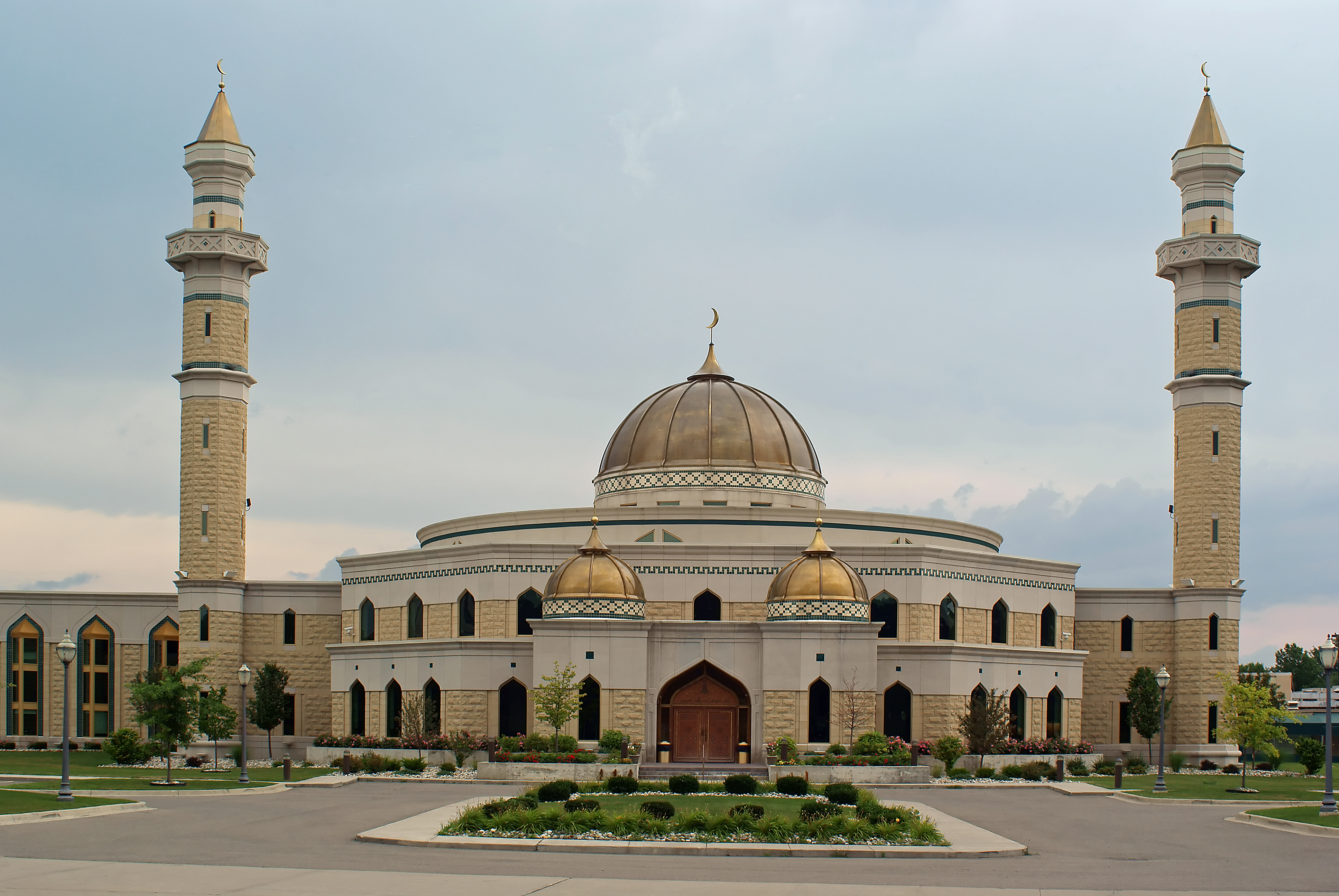
密西根州迪爾伯恩的美國伊斯蘭中心（英语：Islamic Center of America）是北美最大的清真寺
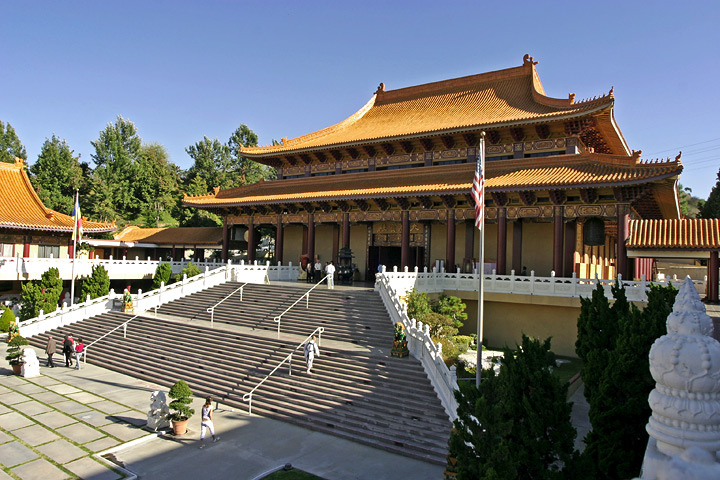
加州哈仙達崗的西來寺是西半球最大的佛寺之一
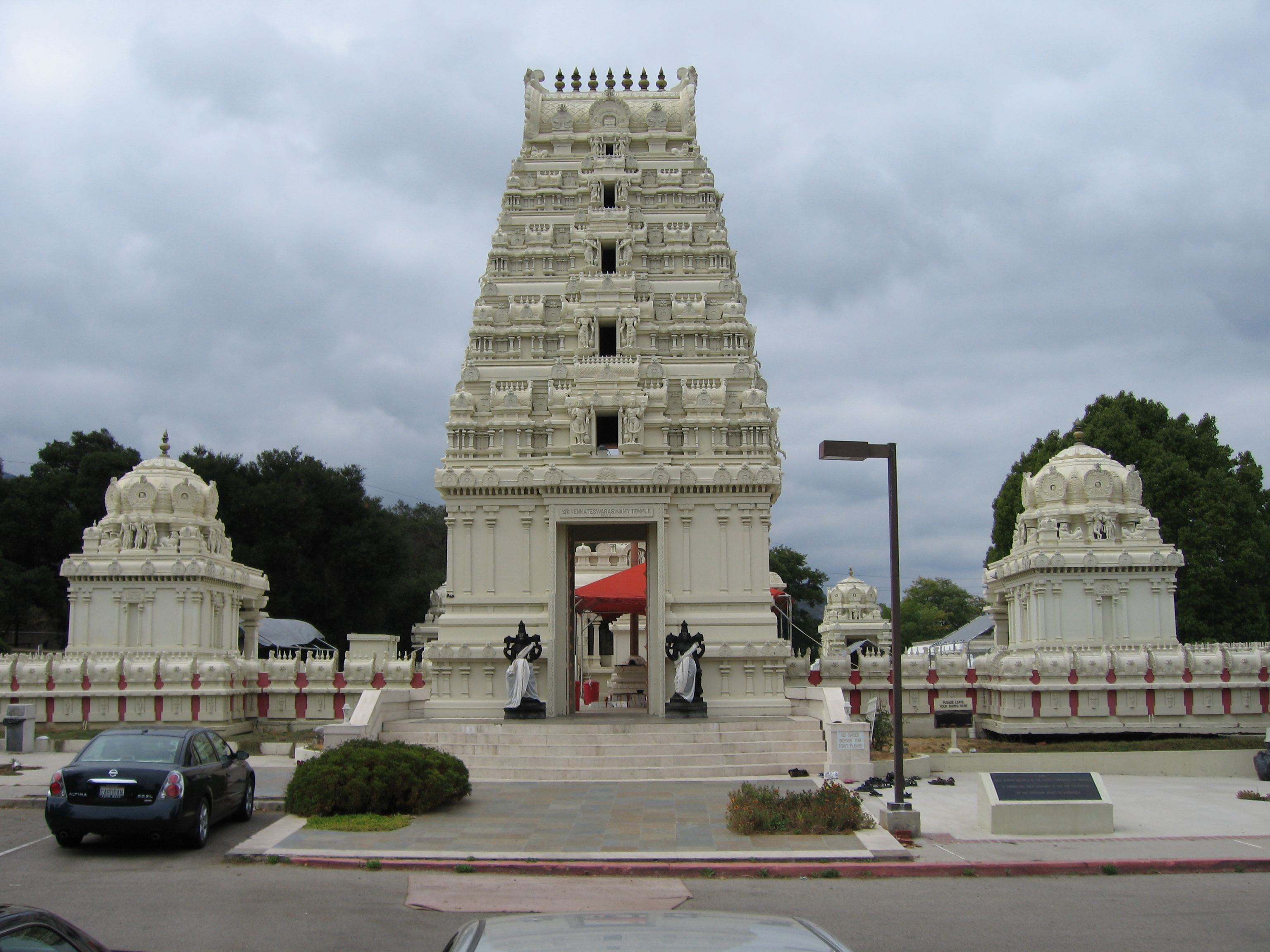
加州馬里布的印度教神廟
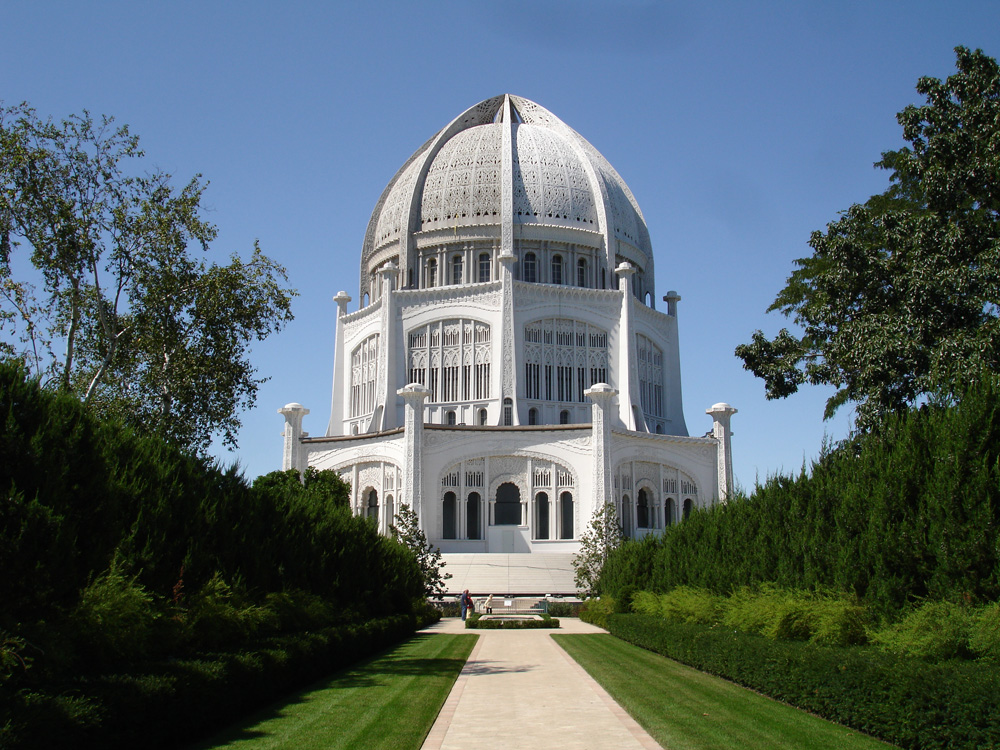
伊利諾伊州威爾梅特的巴哈伊灵曦堂（英语：Bahá'í House of Worship (Wilmette, Illinois)）
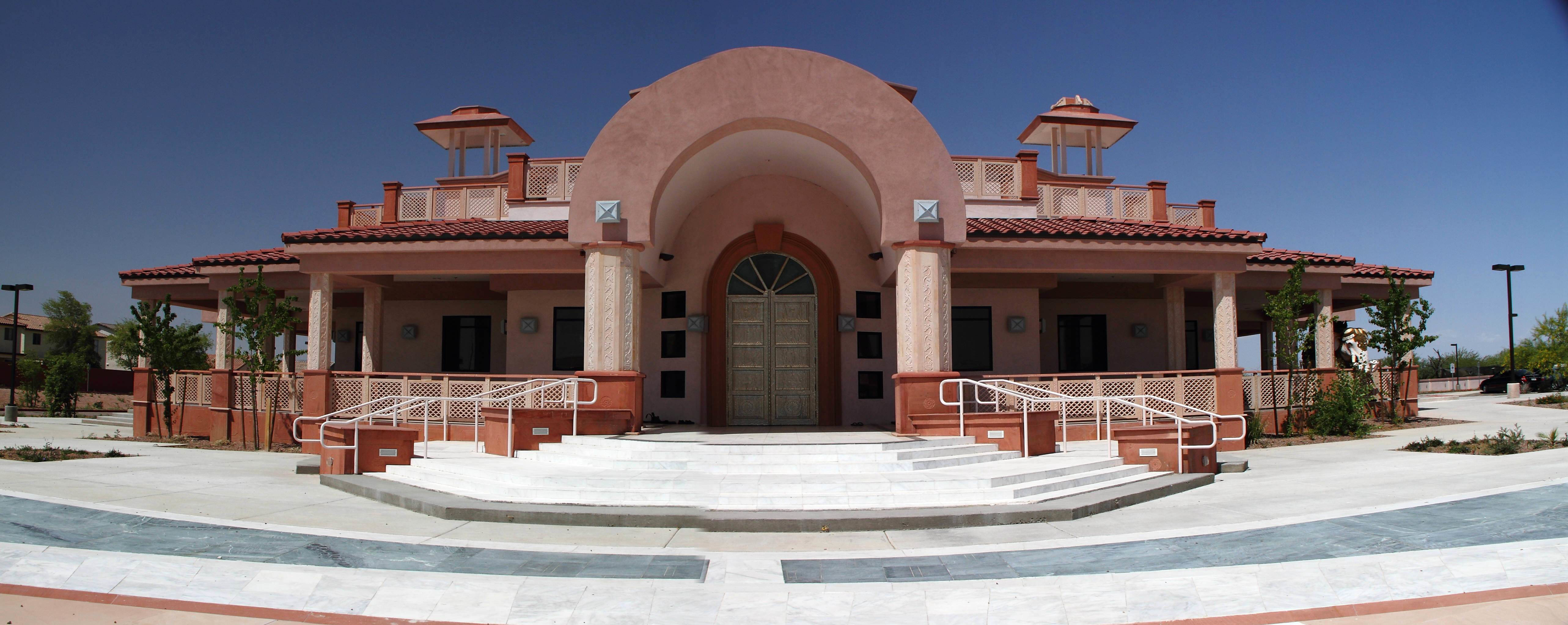
鳳凰城的大鳳凰城耆那中心（英语：Jain Center of Greater Phoenix）

## 文化

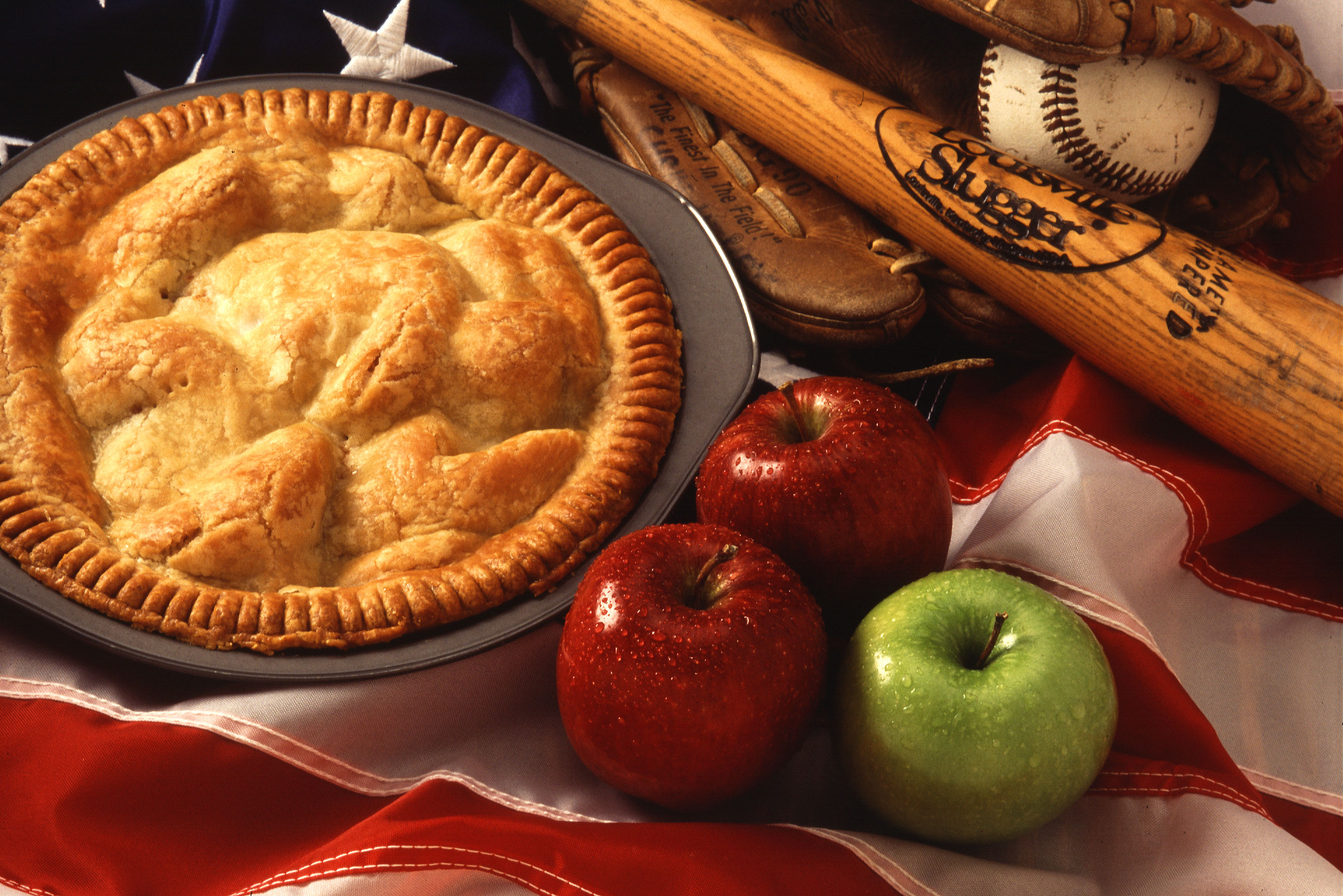
蘋果派和棒球是美國文化的象徵

美國地域寬廣，人口眾多，文化多樣性高。保守主義與自由主義，科學與宗教在這裏碰撞融合。美國人普遍崇尚個人主義，相信自由、平等與民主的價值，對言論自由與國家的政治制度十分重視。此外，美國人也比較喜歡冒險。
美國文化主要被西方文化所影響，但也受到了原住民、西非、東亞、玻里尼西亞和拉丁美洲文化的影響。殖民時期對美國影響最大的是英國。通過殖民，英國向美洲大陸傳播了他們的語言、法律與其他文化。此外，以德國、法國和義大利為代表的其他一些歐洲國家也對美國文化產生了重要影響。
美國的本土文化也有著強大的影響力。美國的本土節日、體育運動、軍事傳統以及藝術和娛樂方面的創新帶給國民強烈的民族自豪感。美國在許多方面都有自己獨特的社會和文化特徵，如方言、音樂、藝術、社會習慣、飲食和民俗。

## 對外移民

美國僑民的分佈（包括美國公民及其子女）
美國
+ 1,000,000
+ 100,000
+ 10,000
+ 1,000

許多國家或地區都有來自美國的移民，包括阿根廷、澳大利亚、巴西、加拿大、智利、中國大陸、哥斯大黎加、法國、德國、香港、印度、日本、墨西哥、紐西蘭、巴基斯坦、菲律賓、韓國、阿聯酋和英國。截至2016年，約有900萬美國公民生活在海外。